# Verkhni Súbaix
Verkhni Súbaix - Верхний Субаш (rus) - és un poble de la República del Tatarstan, a Rússia. El 2010 tenia 412 habitants.